# Прогресс мировых рекордов в эстафете 4 × 200 м у мужчин вольным стилем в 25-метровом бассейне
Прогресс мировых рекордов в эстафете 4×200 метров вольным стилем у мужчин в 25-метровом бассейне — эта статья включает в себя прогрессию мирового рекорда и показывает хронологическую историю мировых рекордов в эстафете 4×100 метров вольным стилем у мужчин в 25-метровом бассейне. Эстафета 4×200 метров вольным стилем — это эстафета, в которой каждый из четырёх пловцов команды последовательно проплывает 200-метровый отрезок вольным стилем. Мировые рекорды ратифицируется и регламентируются ФИНА. 13 марта 2014 года ФИНА официально ратифицировала восемь мировых рекордов, установленных пловцами Университета Индианы в эстафете на короткой воде, состоявшейся 26 сентября 2013 года в Блумингтоне.
Пловец, стартовавший на первом этапе эстафеты, за исключением смешанных эстафет, может заявить о попытке установить рекорд мира или юношеский рекорд мира. Если он закончит свой этап в рекордное время в соответствии с правилами прохождения этой дистанции, то его результат не может быть аннулирован из-за последующей дисквалификации эстафетной команды за нарушения, совершенные после окончания пловцом дистанции.
Прогресс мировых рекордов в эстафете 4×200 метров вольным стилем у мужчин в 25-метровом бассейне
| Номер | Время   | Имя | Национальность | Дата               | Соревнование            | Место                | Прим.  |
| ----- | ------- | --- | -------------- | ------------------ | ----------------------- | -------------------- | ------ |
| 1     | 7:02.74 | (1:45.21)Майкл Клим (1:45.61Грант Хэкетт) (1:46.41)Уильям Кирби (1:45.51)Мэтью Данн(1:45.51)               | Австралия      | 18 апреля 1997 г.  | Чемпионат мира          | Гётеборг, Швеция     | [ 3 ]  |
| 2     | 7:01.60 | Майкл Клим Мэтью Данн Уильям Кирби Тодд Пирсон                                                             | Австралия      | 1 сентября 1999 г. | Чемпионат Австралии     | Канберра, Австралия  | [ 4 ]  |
| 3     | 7:01.33 | (1:44.10)Джошуа Дэвис (1:45.24)Нил Уокер (1:45.97)Скотт Такер (1:46.02)Чад Карвин                          | США            | 17 марта 2000 г.   | Чемпионат мира          | Афины, Греция        | [ 5 ]  |
| 4     | 6:56.41 | (1:44.97)Уильям Кирби (1:42.63)Иан Торп (1:45.55)Майкл Клим (1:43.26)Грант Хэкетт                          | Австралия      | 7 августа 2001 г.  | Чемпионат Австралии     | Перт, Австралия      | [ 6 ]  |
| 5     | 6:52.66 | (1:43.12)Кирк Палмер (1:42.75)Грант Хэкетт (1:44.01)Грант Бритс (1:42.78)Кенрик Монк                       | Австралия      | 31 августа 2007 г. | Чемпионат Австралии     | Мельбурн, Австралия  | [ 7 ]  |
| 6     | 6:51.05 | (1:43.60)Колин Рассел (1:43.41)Стефан Хирняк (1:41.49)Брент Хейден (1:42.55)Джоэл Гриншилдс                | Канада         | 7 августа 2009 г.  | Гран-при Великобритании | Лидс, Великобритания | [ 8 ]  |
| 7     | 6:49.04 | (1:42.10)Никита Лобинцев (1:42.15)Данила Изотов (1:42.32)Евгений Лагунов (1:42.47)Александр Сухоруков      | Россия         | 16 декабря 2010 г. | Чемпионат мира          | Дубай, ОАЭ           | [ 9 ]  |
| 9     | 6.46,81 | (1:42,03)Луис Альтамир Мело (1:40,99)Фернандо Шеффер (1:42,81)Леонардо Коэльо Сантос (1:40,98)Брено Коррея | Бразилия       | 14 декабря 2018 г. | Чемпионат мира          | Ханчжоу, Китай       | [ 10 ] |
| 10    | 6:44.12 | Киран Смит (1:41.04) Карсон Фостер (1:40.48) Трентон Джулиан (1:41.44) Дрю Киблер (1:41.16)                | США            | 16 декабря 2022 г. | Чемпионат мира          | Мельбурн, Австралия  | [ 11 ] |
| 11    | 6:40.51 | Люк Хобсон (1:38.91) Карсон Фостер (1:40.77) Шейн Касас (1:40.34) Киран Смит (1:40.49)                     | США            | 13 декабря 2024 г. | Чемпионат мира          | Будапешт, Венгрия    |        |

Примечания: # — рекорд ожидает ратификации в FINA; 
Рекорды в стадиях: к — квалификация; пф — полуфинал; э — 1-й этап эстафеты; эк −1-й этап эстафеты квалификация; б — финал Б; † — в ходе более длинного заплыва; зв — заплыв на время.